# Собор святого Юрія (Саскатун)
Собор святого Юрія (англ. Cathedral of St. George) — кафедральний храм Саскатунської єпархії УГКЦ в місті Саскатун, провінція Саскачеван, Канада.

## Історія
29 вересня 1912 року була створена парафія святого Юрія. Спочатку збудували невелику дерев'яну церкву, в яку ходили перші українські емігранти, які приїхали до Канади в 1910-і роки. 1923 року Ру Філіпп створив проект собору.
Будівництво Собору святого Юрія в канадському місті Саскатун почалося 1939 року, а завершено у 1943 році.
У 1950—1955 роках Теодор-Богдан Баран розписав собор. 1991 року встановили новий іконостас.

## Архітектура
Собор святого Юрія являє собою хрестоподібну базиліку з центральним восьмикутним куполом і трьома апсидами. Вінчає його сім невеликих куполів. Церква виглядає досить масивною через структуру кам'яної кладки, яка стоїть на високому фундаменті. Усередині церква прикрашена в класичному візантійському стилі. У центральній частині собору знаходиться великий восьмикутний купол, який тримається на чотирьох колонах, які утворюють між собою витончені арочні проходи.